# Гура-Веїй (Арджеш)
Гура-Веїй (рум. Gura Văii) — село у повіті Арджеш в Румунії. Входить до складу комуни Албота.
Село розташоване на відстані 107 км на захід від Бухареста, 7 км на південь від Пітешть, 96 км на північний схід від Крайови, 112 км на південний захід від Брашова.

## Населення
За даними перепису населення 2002 року у селі проживали 257 осіб, усі — румуни. Усі жителі села рідною мовою назвали румунську.